# Trzy Norty

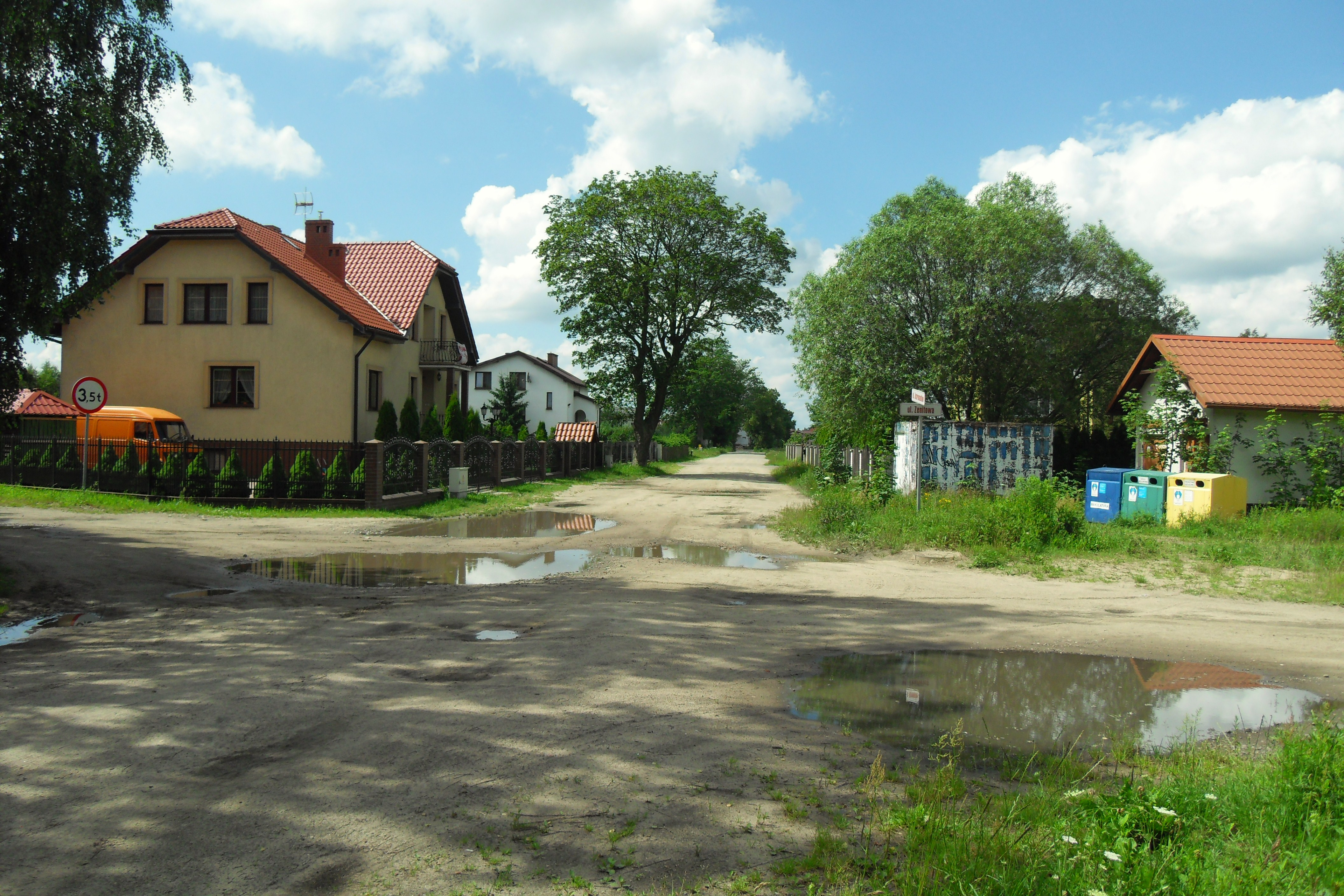
Trzy Norty

Trzy Norty (kaszb. Trzë Nórtë, niem. Dreieck) – byłe wybudowanie kaszubskiego Klukowa w Gdańsku, na obszarze dzielnicy Matarnia w bliskim sąsiedztwie Obwodnicy Trójmiasta. Trzy Norty nie są rozpoznawalne zarówno na mapie morfogenetycznej miasta, jak i wśród zdecydowanej większości mieszkańców Gdańska. Nazwa miejscowości jest nazwą zatraconą.

## Nazwa
Jest to nazwa kulturowa od niemieckiego rzeczownika Dreieck 'trójkąt' nadana osadzie ze względu na kształt zabudowy w formie trójkąta. Kaszubi oddali niemiecką nazwę w formie Trzë Nórtë (dosłownie Trzy Kąty) i ta nazwa stała się podstawą obecnego polskiego określenia tego miejsca. Należy podkreślić, że pojawiająca się czasami forma Trzy Nurty (np w nazwie ogródków działkowych) jest błędna, gdyż kojarzy się z polskim rzeczownikiem nurt 'bieg rzeki', dlatego powinno się pisać Trzy Nórty.

## Historia
W roku 1905 w Trzech Nortach mieszkało 79 mieszkańców - Kaszubów. Po ustanowieniu Wolnego Miasta Gdańska miejscowość znalazła się na obszarze Polski w powiecie kartuskim. Dawne Trzy Norty to dzisiejsze okolice skrzyżowania ulic Zenitowej i Astronautów. Zostały przyłączone w granice administracyjne miasta w 1973.